# John H. Hammond
John Henry Hammond, Jr. (Nueva York, 15 de diciembre de 1910 - 10 de julio de 1987) fue un productor musical, músico y crítico desde los años 30 hasta los 70. En su servicio como cazatalentos, Hammond es una de las figuras más importantes en la música popular del siglo XX.
Fue responsable del desarrollo y éxito de la carrera musical de muchos artistas, incluyendo Benny Goodman, Billie Holiday, Count Basie, Teddy Wilson, Big Joe Turner, Pete Seeger, Babatunde Olatunji, Aretha Franklin, Bob Dylan, el guitarrista Freddie Green (conocido por su trabajo en la orquesta de Count Basie), Leonard Cohen, Bruce Springsteen y Stevie Ray Vaughan.

## Biografía

### Primeros años
Nacido el 15 de diciembre de 1910 en Nueva York, Hammond comenzó a mostrar interés por la música a muy temprana edad. A los cuatro años comenzó a estudiar el piano, cambiando a los ocho por el violín. Fue introducido en el mundo de la música clásica por su madre, si bien él se mostró más interesado en música que pudiera ser cantada y tocada por criados, muchos de los cuales eran negros. Durante su juventud, escucharía a músicos negros en Harlem: en 1927, escucharía a Bessie Smith en el Alabama Theater, en un concierto que le influiría para el resto de su vida.
En 1928, Hammond ingresó en la Universidad de Yale, donde estudiaría violín, y más tarde, viola. Haría frecuentes viajes a Nueva York y escribiría de forma regular para algunas revistas con el fin de ganar un sueldo. De forma eventual, se daría de baja en la universidad para inmiscuirse en la industria discográfica, siendo en un comienzo corresponsal en Estados Unidos del Melody Maker.

### Carrera
En 1931, patrocinaría la grabación del pianista Garland Wilson, marcando el inicio de una larga lista de éxitos como productor musical. Se mudaría a Greenwich Village, donde sostuvo una vida bohemia y trabajó para el mundo musical. Desarrollaría uno de los primeros programas de jazz en directo, y escribiría regularmente acerca de la segregación racial. En su autobiografía, Hammond reconoce: "No oía ningún color en la música... Dar reconocimiento a la supremacía de los negros en el jazz era la forma más efectiva y constructiva de protesta social que podía pensar."
Tuvo un papel importante en la organización de la banda de Benny Goodman al persuadirle de que contratara a músicos negros, incluyendo Charlie Christian, Teddy Wilson y Lionel Hampton. En 1933 oiría a una joven Billie Holiday cantar en Harlem. Cuatro años después, oiría a la Count Basie Orchestra y la desplazaría hasta Nueva York, donde comenzaría a recibir una atención a nivel nacional.
En 1938, organizó el primer concierto "From Spirituals to Swing" en Carnegie Hall, presentando un programa de blues, jazz y góspel, con artistas como Ida Cox, Big Joe Turner, Albert Ammons, Meade Lux Lewis, Sister Rosetta Tharpe, la orquesta Count Basie, Sidney Bechet y Big Bill Broonzy, que sustituiría la vacante del recién asesinado Robert Johnson.
Tras servir como soldado en la Segunda Guerra Mundial, Hammond se sentiría atraído por la escena del bebop jazz a mediados de los 40. Volvería a unirse a Columbia Records a finales de los 50, momento en el que contrató a Pete Seeger y Babatunde Olatunji para el sello. Al mismo tiempo, descubriría el talento de una joven cantante de góspel llamada Aretha Franklin. En 1961, oiría a un joven Bob Dylan tocar la armónica en una sesión para Carolyn Hester, contratándolo de inmeditado para Columbia. Sería el encargado de producir los primeros álbumes del artista, tal que Bob Dylan o The Freewheelin' Bob Dylan, así como temas clásicos del artista como "Blowin' in the Wind" o "A Hard Rain's a-Gonna Fall". A mediados de los 60, Hammond revisaría la reedición de los trabajos de Robert Johnson y contrataría para el sello discográfico a artistas de la talla de Leonard Cohen y Bruce Springsteen.
En 1975, Hammond se retiraría de la escena musical, si bien continuaría en su faceta de cazatalentos. En 1983, ficharía para Columbia a Stevie Ray Vaughan, y fue acreditado como productor ejecutivo de su primer trabajo discográfico.

### Últimos años
Falleció en 1987 a causa de una apoplejía. Tuvo un hijo, John P. Hammond, conocido como John Hammond Jr., influyente músico de blues y cantante, y de Jason Hammond.

## Reconocimiento
Hammond recibió un Premio Grammy Trustees en 1971 en reconocimiento a su carrera artística, y en 1986 fue inducido en el Rock and Roll Hall of Fame.